# Bova (Kalabria)
Bova – miejscowość i gmina we Włoszech, w regionie Kalabria, w prowincji Reggio Calabria.
Według danych na rok 2004 gminę zamieszkiwały 474 osoby, 10,3 os./km².